# Ladislav Pavlovič
Ladislav Pavlovič (Eperjes, 1926. április 8. – Eperjes, 2013. január 28.) 14-szeres csehszlovák válogatott, Eb-bronzérmes szlovák labdarúgó, csatár.

## Pályafutása
A válogatottban szerzett két gólja közül az egyiket az 1960-as labdarúgó-Európa-bajnokságon szerezte a házigazda Franciaország elleni bronzmérkőzés végén, ezzel biztosítva be, hogy válogatottjával bronzérmes lett az első Európa-bajnokságon.
Kiváló csatár volt, kétszer lett csehszlovák gólkirály. (1961, 1964) Két részletben, bő másfél évtizeden át volt szülővárosa élcsapata, a Tatran Prešov játékosa (1950-1953, 1956-1966), közte két évig a ČH Bratislava csatáraként játszott. 347 bajnoki mérkőzésen összesen 164 gólt szerzett.

## Sikerei, díjai
- Európa-bajnokság
  - bronzérmes: 1960, Franciaország
- Csehszlovák bajnokság
  - gólkirály: 1960–61, 1963–64